# Rimeize (Lozère)
Pour les articles homonymes, voir Rimeize.
Rimeize est une commune française, située dans le nord-ouest du département de la Lozère en région Occitanie.
Exposée à un climat de montagne, elle est drainée par la Truyère, la Rimeize, la Limagnole, le Chapouillet, le ruisseau de Prévenchères et par divers autres petits cours d'eau. La commune possède un patrimoine naturel remarquable composé de trois zones naturelles d'intérêt écologique, faunistique et floristique.
Rimeize est une commune rurale qui compte 614 habitants en 2022. Elle fait partie de l'aire d'attraction de Saint-Chély-d'Apcher. Ses habitants sont appelés les Rimeiziens ou  Rimeiziennes.

## Géographie

### Localisation
Elle est située entre Saint-Chély-d'Apcher au nord-ouest, Saint-Alban-sur-Limagnole au nord-est et Peyre-en-Aubrac au sud.

### Communes limitrophes
Les communes limitrophes sont  Fontans, Les Bessons, Peyre en Aubrac, Prunières, Saint-Alban-sur-Limagnole et Saint-Chély-d'Apcher.
| Saint-Chély-d'Apcher | Prunières       | Saint-Alban-sur-Limagnole |
| Les Bessons          | Rimeize         | Fontans                   |
|                      | Peyre en Aubrac |                           |

### Géologie et relief

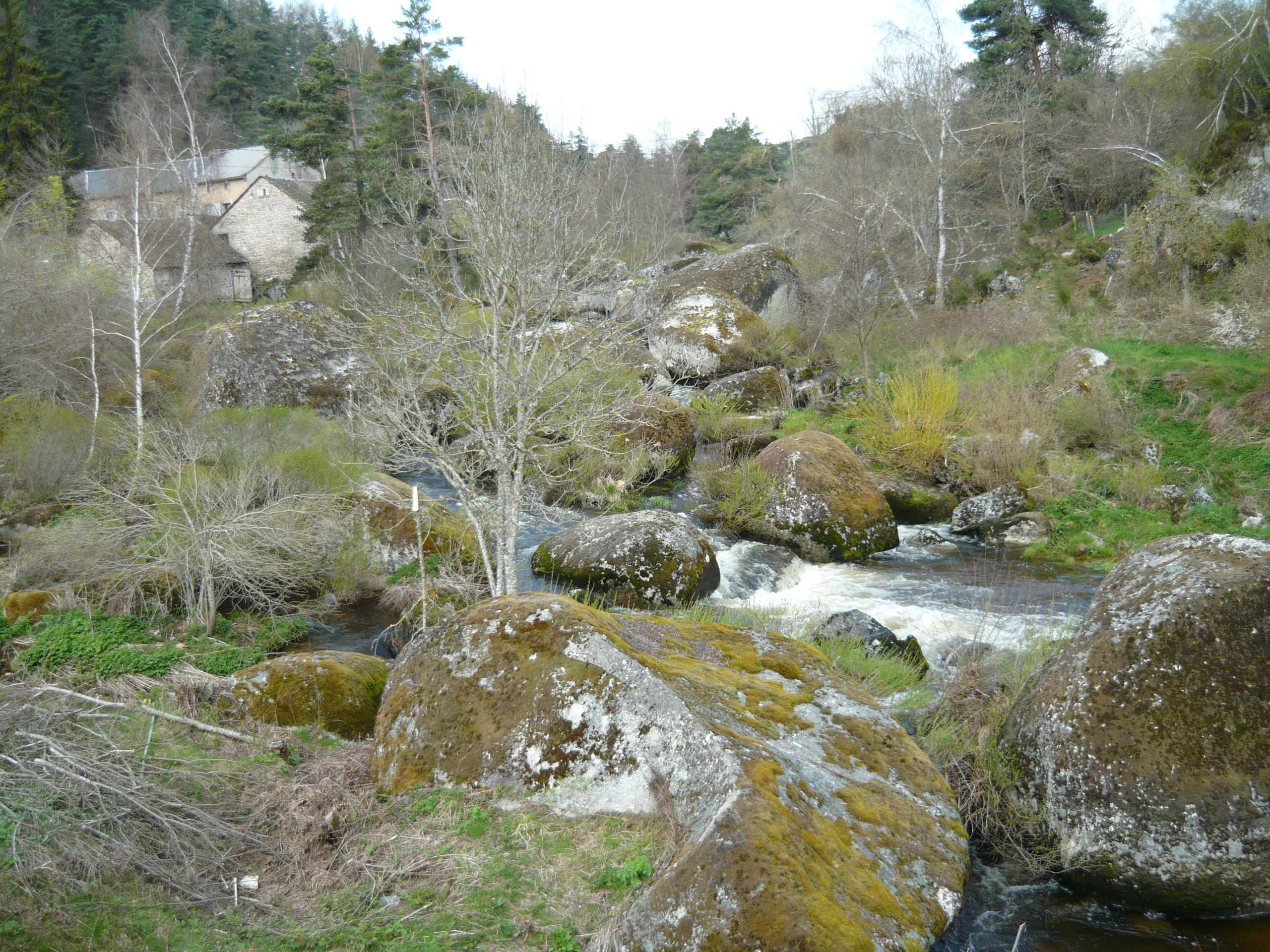
Chaos du Rouchat.

La commune comporte une curiosité géologique, le chaos du Rouchat, amoncellement d'énormes blocs de granite, dans le lit de la Rimeize.

### Hydrographie
Elle est traversée par deux rivières : la Rimeize et le Chapouillet, et bordée à l'est par la Truyère.

### Climat
Pour des articles plus généraux, voir Climat de l'Occitanie et Climat de la Lozère.
En 2010, le climat de la commune est de type climat de montagne, selon une étude s'appuyant sur une série de données couvrant la période 1971-2000. En 2020, Météo-France publie une typologie des climats de la France métropolitaine dans laquelle la commune est exposée à un climat de montagne ou de marges de montagne et est dans la région climatique Sud-est du Massif Central, caractérisée par une pluviométrie annuelle de 1 000 à 1 500 mm, minimale en été, maximale en automne.
Pour la période 1971-2000, la température annuelle moyenne est de 8,3 °C, avec une amplitude thermique annuelle de 15,9 °C. Le cumul annuel moyen de précipitations est de 833 mm, avec 9,4 jours de précipitations en janvier et 6 jours en juillet. Pour la période 1991-2020, la température moyenne annuelle observée sur la station météorologique la plus proche, située sur la commune de Peyre en Aubrac à 7 km à vol d'oiseau, est de 8,0 °C et le cumul annuel moyen de précipitations est de 954,9 mm,. Pour l'avenir, les paramètres climatiques de la commune estimés pour 2050 selon différents scénarios d'émission de gaz à effet de serre sont consultables sur un site dédié publié par Météo-France en novembre 2022.

### Milieux naturels et biodiversité
L’inventaire des zones naturelles d'intérêt écologique, faunistique et floristique (ZNIEFF) a pour objectif de réaliser une couverture des zones les plus intéressantes sur le plan écologique, essentiellement dans la perspective d’améliorer la connaissance du patrimoine naturel national et de fournir aux différents décideurs un outil d’aide à la prise en compte de l’environnement dans l’aménagement du territoire.
Deux ZNIEFF de type 1 sont recensées sur la commune :
la « vallée de la Rimeize entre Ramio et Rimeize » (50 ha), couvrant 2 communes du département, et 
la « vallée de la Truyère au Pont des Estrets » (12 ha), couvrant 2 communes du département
et une ZNIEFF de type 2, : 
le « cours de la Truyère et de la Rimeize aval » (503 ha), couvrant 14 communes du département.

Cartes des ZNIEFF de type 1 et 2 à Rimeize.
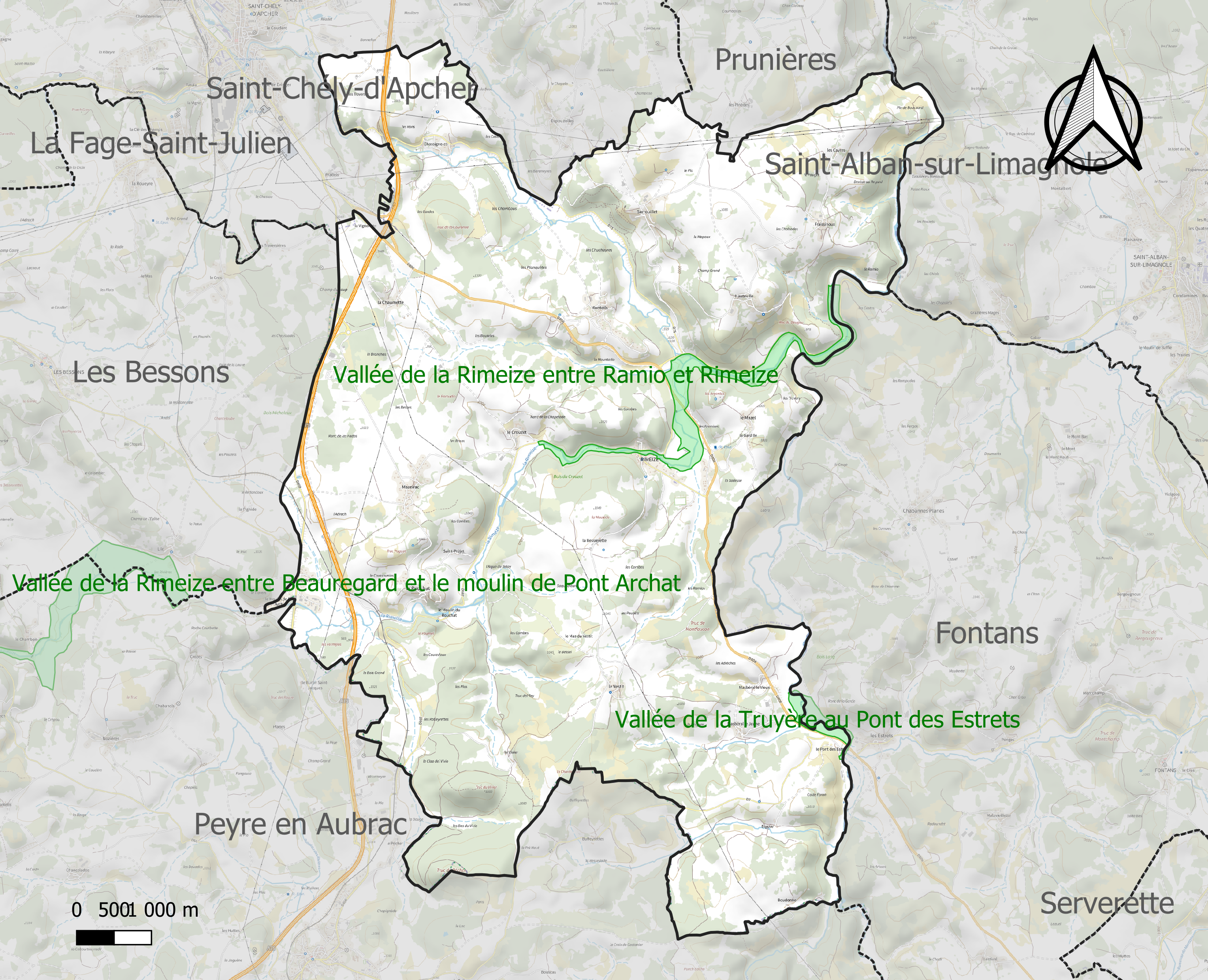
Carte des ZNIEFF de type 1 sur la commune.
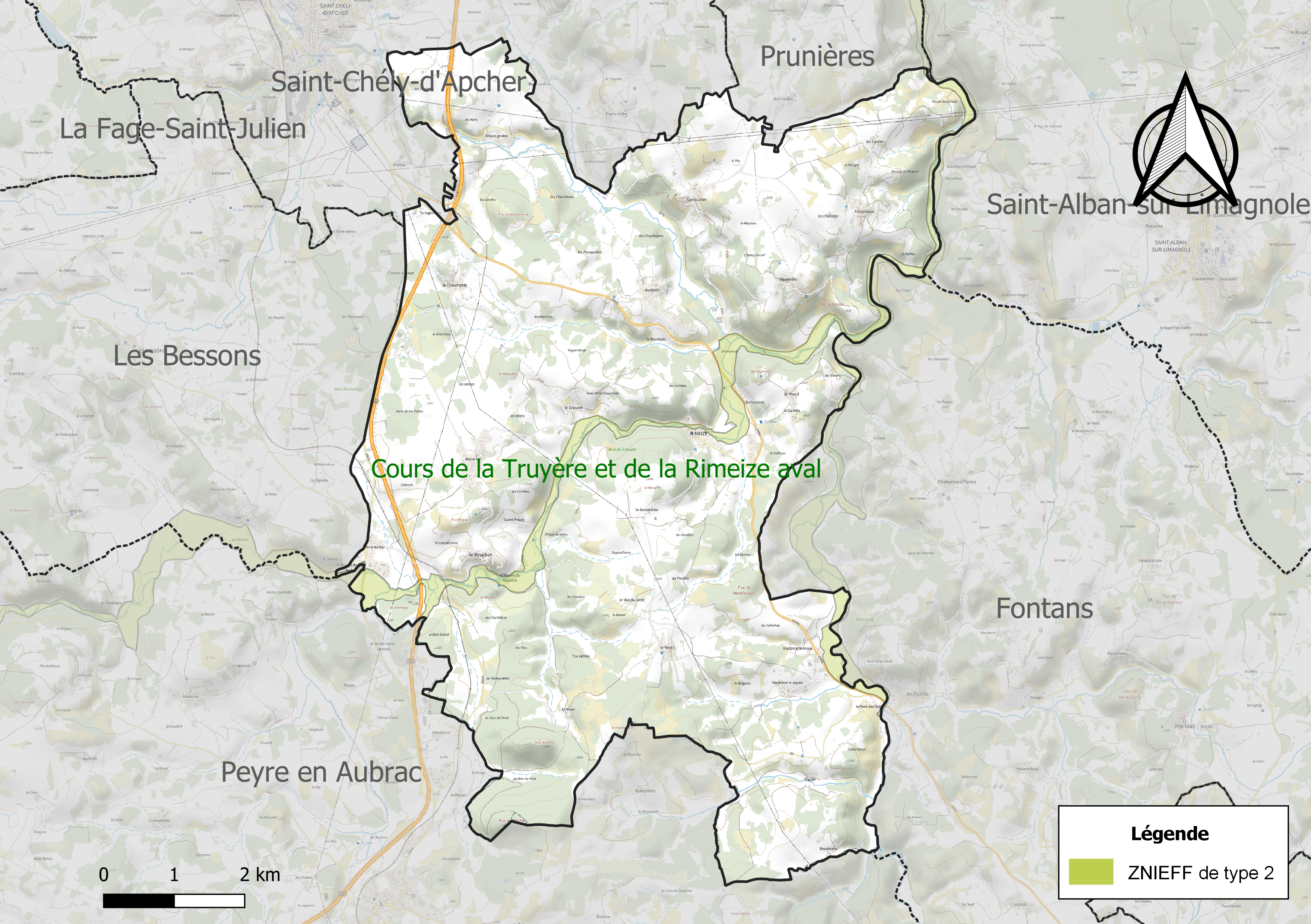
Carte de la ZNIEFF de type 2 sur la commune.

## Urbanisme

### Typologie
Au 1er janvier 2024, Rimeize est catégorisée commune rurale à habitat très dispersé, selon la nouvelle grille communale de densité à sept niveaux définie par l'Insee en 2022.
Elle est située hors unité urbaine. Par ailleurs la commune fait partie de l'aire d'attraction de Saint-Chély-d'Apcher, dont elle est une commune de la couronne,. Cette aire, qui regroupe 22 communes, est catégorisée dans les aires de moins de 50 000 habitants,.

### Occupation des sols
L'occupation des sols de la commune, telle qu'elle ressort de la base de données européenne d’occupation biophysique des sols Corine Land Cover (CLC), est marquée par l'importance des territoires agricoles (54,6 % en 2018), en augmentation par rapport à 1990 (51,8 %). La répartition détaillée en 2018 est la suivante : 
zones agricoles hétérogènes (42,3 %), forêts (38,7 %), prairies (12,4 %), milieux à végétation arbustive et/ou herbacée (6,7 %). L'évolution de l’occupation des sols de la commune et de ses infrastructures peut être observée sur les différentes représentations cartographiques du territoire : la carte de Cassini (XVIIIe siècle), la carte d'état-major (1820-1866) et les cartes ou photos aériennes de l'IGN pour la période actuelle (1950 à aujourd'hui).

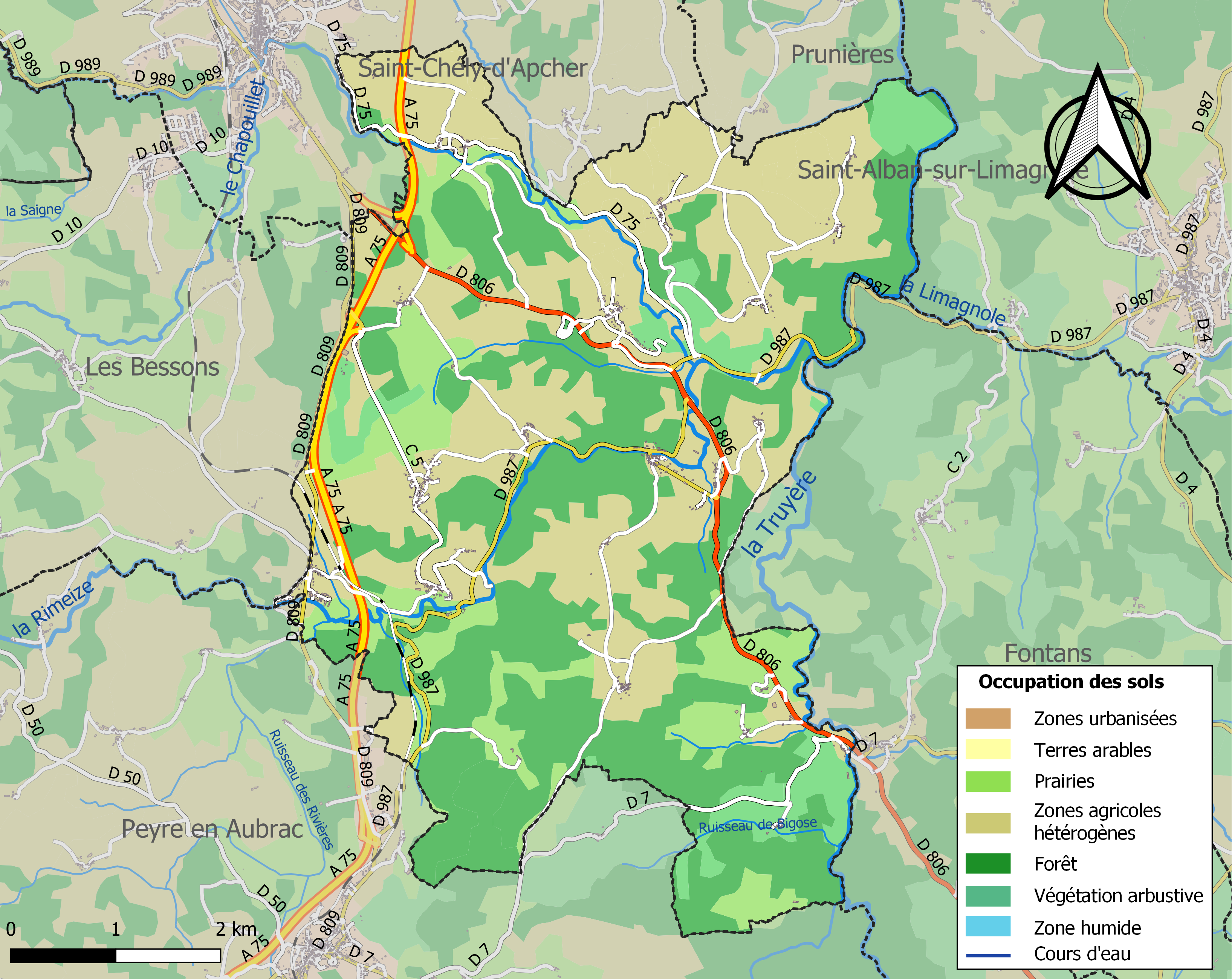
Carte des infrastructures et de l'occupation des sols de la commune en 2018 (CLC).

### Risques majeurs
Le territoire de la commune de Rimeize est vulnérable à différents aléas naturels : météorologiques (tempête, orage, neige, grand froid, canicule ou sécheresse), inondations, feux de forêts et séisme (sismicité faible). Il est également exposé à un risque technologique, le transport de matières dangereuses, et à un risque particulier : le risque de radon. Un site publié par le BRGM permet d'évaluer simplement et rapidement les risques d'un bien localisé soit par son adresse soit par le numéro de sa parcelle.

#### Risques naturels
Certaines parties du territoire communal sont susceptibles d’être affectées par le risque d’inondation par débordement de cours d'eau, notamment la Truyère, la Rimeize, le Chapouillet et la Limagnole. La commune a été reconnue en état de catastrophe naturelle au titre des dommages causés par les inondations et coulées de boue survenues en 1982, 1993, 1994, 2003 et 2020,.
Rimeize est exposée au risque de feu de forêt. Un plan départemental de protection des forêts contre les incendies (PDPFCI) a été approuvé en décembre 2014 pour la période 2014-2023. Les mesures individuelles de prévention contre les incendies sont précisées par divers arrêtés préfectoraux et s’appliquent dans les zones exposées aux incendies de forêt et à moins de 200 mètres de celles-ci. L’arrêté du 23 mars 2018, complété par un arrêté de 2020, réglemente l'emploi du feu en interdisant notamment d’apporter du feu, de fumer et de jeter des mégots de cigarette dans les espaces sensibles et sur les voies qui les traversent sous peine de sanctions. L'arrêté du 23 août 2021, abrogeant un arrêté de 2002, rend le débroussaillement obligatoire, incombant au propriétaire ou ayant droit,,.

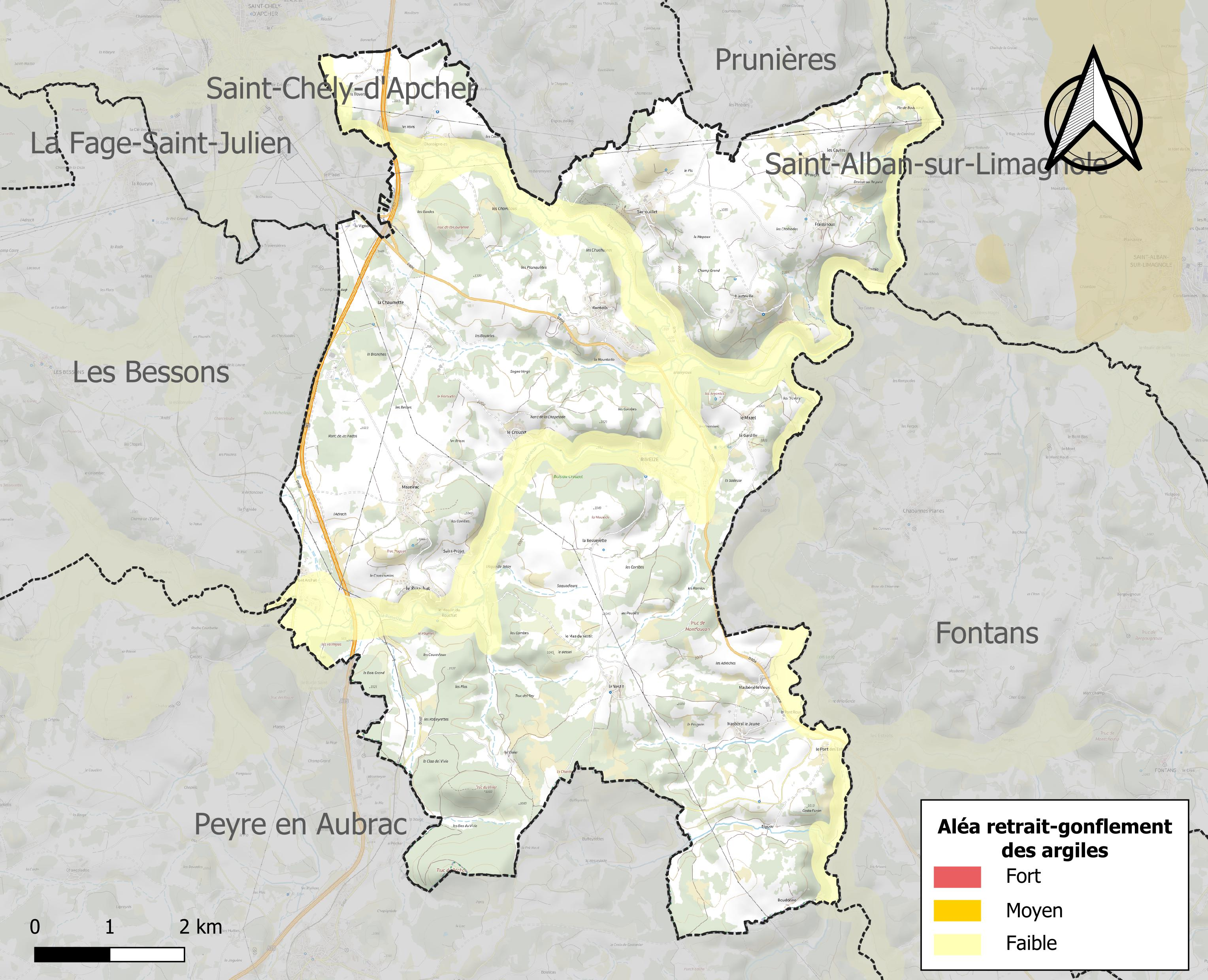
Carte des zones d'aléa retrait-gonflement des sols argileux de Rimeize.

Le retrait-gonflement des sols argileux est susceptible d'engendrer des dommages importants aux bâtiments en cas d’alternance de périodes de sécheresse et de pluie. Aucune partie du territoire de la commune n'est en aléa moyen ou fort (15,8 % au niveau départemental et 48,5 % au niveau national). Sur les 362 bâtiments dénombrés sur la commune en 2019, aucun n'est en aléa moyen ou fort, à comparer aux 14 % au niveau départemental et 54 % au niveau national. Une cartographie de l'exposition du territoire national au retrait gonflement des sols argileux est disponible sur le site du BRGM,.
Par ailleurs, afin de mieux appréhender le risque d’affaissement de terrain, l'inventaire national des cavités souterraines permet de localiser celles situées sur la commune.

#### Risques technologiques
Le risque de transport de matières dangereuses sur la commune est lié à sa traversée par des infrastructures routières ou ferroviaires importantes ou la présence d'une canalisation de transport d'hydrocarbures. Un accident se produisant sur de telles infrastructures est susceptible d’avoir des effets graves sur les biens, les personnes ou l'environnement, selon la nature du matériau transporté. Des dispositions d’urbanisme peuvent être préconisées en conséquence.

#### Risque particulier
Dans plusieurs parties du territoire national, le radon, accumulé dans certains logements ou autres locaux, peut constituer une source significative d’exposition de la population aux rayonnements ionisants. Certaines communes du département sont concernées par le risque radon à un niveau plus ou moins élevé. Selon la classification de 2018, la commune de Rimeize est classée en zone 3, à savoir zone à potentiel radon significatif.

## Politique et administration
| Période                                  | Période               | Identité             | Étiquette | Qualité |
| ---------------------------------------- | --------------------- | -------------------- | --------- | ------- |
| 1944                                     | 1945                  | Gustave Bonnet       |           |         |
| 1945                                     | 1954                  | Odilon Attrazic      |           |         |
| 1954                                     | 1959                  | Marius Chalmeton     |           |         |
| 1959                                     | 1965                  | Gabriel Moy          |           |         |
| 1965                                     | 1980                  | Pierre Salgues       |           |         |
| 1980                                     | ?                     | Augustin Attrazic    |           |         |
| 2001                                     | 2008                  | Alphonse Berthuit    |           |         |
| 2008                                     | 2014                  | Jean-Jacques Demarie |           |         |
| 2014                                     | oct. 2021 (démission) | Alain Farges         |           |         |
| oct. 2021                                | En cours              | Thomas Pignide       |           |         |
| Les données manquantes sont à compléter. |                       |                      |           |         |

## Population et société

### Démographie

#### Évolution démographique
L'évolution du nombre d'habitants est connue à travers les recensements de la population effectués dans la commune depuis 1793. Pour les communes de moins de 10 000 habitants, une enquête de recensement portant sur toute la population est réalisée tous les cinq ans, les populations de référence des années intermédiaires étant quant à elles estimées par interpolation ou extrapolation. Pour la commune, le premier recensement exhaustif entrant dans le cadre du nouveau dispositif a été réalisé en 2007.

En 2022, la commune comptait 614 habitants, en évolution de +5,68 % par rapport à 2016 (Lozère : +0,11 %, France hors Mayotte : +2,11 %).
| 1793  | 1800 | 1806  | 1821 | 1831 | 1836  | 1841  | 1846  | 1851  |
| ----- | ---- | ----- | ---- | ---- | ----- | ----- | ----- | ----- |
| 1 027 | 729  | 1 098 | 907  | 967  | 1 039 | 1 059 | 1 020 | 1 116 |

| 1856 | 1861 | 1866 | 1872 | 1876 | 1881  | 1886 | 1891  | 1896  |
| ---- | ---- | ---- | ---- | ---- | ----- | ---- | ----- | ----- |
| 996  | 970  | 901  | 946  | 962  | 1 049 | 975  | 1 090 | 1 118 |

| 1901  | 1906  | 1911 | 1921 | 1926 | 1931 | 1936 | 1946 | 1954 |
| ----- | ----- | ---- | ---- | ---- | ---- | ---- | ---- | ---- |
| 1 071 | 1 092 | 971  | 810  | 796  | 795  | 761  | 663  | 659  |

| 1962 | 1968 | 1975 | 1982 | 1990 | 1999 | 2006 | 2007 | 2012 |
| ---- | ---- | ---- | ---- | ---- | ---- | ---- | ---- | ---- |
| 619  | 585  | 532  | 446  | 458  | 514  | 590  | 601  | 587  |

| 2017 | 2022 | - | - | - | - | - | - | - |
| ---- | ---- | - | - | - | - | - | - | - |
| 585  | 614  | - | - | - | - | - | - | - |

#### Pyramide des âges
La population de la commune est relativement jeune. En 2018, le taux de personnes d'un âge inférieur à 30 ans s'élève à 31,8 %, soit un taux supérieur à la moyenne départementale (29,7 %). Le taux de personnes d'un âge supérieur à 60 ans (22,6 %) est inférieur au taux départemental (32,5 %).
En 2018, la commune comptait 321 hommes pour 265 femmes, soit un taux de 54,78 % d-hommes, supérieur au taux départemental (49,96 %).
Les pyramides des âges de la commune et du département s'établissent comme suit :
| Hommes | Classe d’âge | Femmes |
| ------ | ------------ | ------ |
| 0,9    | 90 ou +      | 0,8    |
| 5,3    | 75-89 ans    | 6,1    |
| 16,9   | 60-74 ans    | 15,1   |
| 24,1   | 45-59 ans    | 27,2   |
| 19,7   | 30-44 ans    | 20,3   |
| 13,1   | 15-29 ans    | 14,7   |
| 19,9   | 0-14 ans     | 15,8   |

| Hommes | Classe d’âge | Femmes |
| ------ | ------------ | ------ |
| 1      | 90 ou +      | 2,8    |
| 9,1    | 75-89 ans    | 11,8   |
| 21,6   | 60-74 ans    | 21,1   |
| 21,5   | 45-59 ans    | 20,2   |
| 16,3   | 30-44 ans    | 15,9   |
| 15,5   | 15-29 ans    | 13,6   |
| 15     | 0-14 ans     | 14,6   |

## Économie

### Revenus
En 2018, la commune compte 254 ménages fiscaux, regroupant 619 personnes. La médiane du revenu disponible par unité de consommation est de 21 930 € (20 420 € dans le département).

### Emploi
|                | 2008  | 2013  | 2018  |
| -------------- | ----- | ----- | ----- |
| Commune        | 1,8 % | 4,4 % | 3,9 % |
| Département    | 5 %   | 6,4 % | 7,1 % |
| France entière | 8,3 % | 10 %  | 10 %  |

En 2018, la population âgée de 15 à 64 ans s'élève à 389 personnes, parmi lesquelles on compte 80,4 % d'actifs (76,6 % ayant un emploi et 3,9 % de chômeurs) et 19,6 % d'inactifs,. Depuis 2008, le taux de chômage communal (au sens du recensement) des 15-64 ans est inférieur à celui de la France et du département.
La commune fait partie de la couronne de l'aire d'attraction de Saint-Chély-d'Apcher, du fait qu'au moins 15 % des actifs travaillent dans le pôle,. Elle compte 104 emplois en 2018, contre 94 en 2013 et 102 en 2008. Le nombre d'actifs ayant un emploi résidant dans la commune est de 304, soit un indicateur de concentration d'emploi de 34,1 % et un taux d'activité parmi les 15 ans ou plus de 66,6 %.
Sur ces 304 actifs de 15 ans ou plus ayant un emploi, 70 travaillent dans la commune, soit 23 % des habitants. Pour se rendre au travail, 90,4 % des habitants utilisent un véhicule personnel ou de fonction à quatre roues, 3 % s'y rendent en deux-roues, à vélo ou à pied et 6,6 % n'ont pas besoin de transport (travail au domicile).

### Entreprises et commerces
- Zone d'activités de Pont Archat, accessible depuis la D 809,
- Zone d'activités des Chayssades, accessible depuis l'Autoroute A75 (sortie 34).

## Culture locale et patrimoine

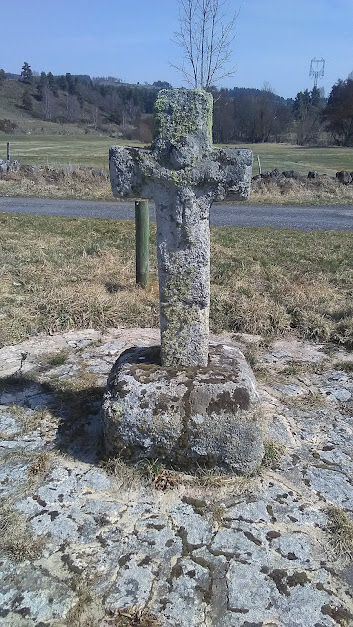
Croix de Chassignoles.

### Lieux et monuments
- L'église Saint-Pierre de Rimeize a été dotée d'une troisième cloche en 2010,
- Croix de Chassignoles (hameau de Chassignoles),
- Viaduc ferroviaire du Rouchat sur la Rimeize,
- Pont d'Archat sur la Rimeize.

### Patrimoine culturel

#### Langue
Le dialecte parlé dans le village est traditionnellement languedocien, la toponymie dialectale ne recèle pas d'éléments auvergnats comme on peut en trouver un peu plus au nord.

### Personnalités liées à la commune
- Jean-Baptiste Pezon (1827-1897), dompteur, fondateur de la dynastie Pezon et de la ménagerie du même nom.

### Héraldique
| Rimeize | Le blasonnement est : tranché : au premier d'or au château donjonné de gueules, le donjon accosté de deux haches d'armes adossées d'azur, au second d'argent à l'aigle de sable ; à la bande ondée de sinople brochant sur la partition ; au pont en dos d'âne de trois arches de gueules maçonné de sable brochant en abîme sur le tout, l'arche centrale de la largeur de la bande. On retrouve parmi ces armes celles d'Apcher (le château dojonné de gueules accosté des haches d'azur sur fond d'or) et de Peyre (l'aigle de sable sur fond d'argent). Rimeize est en fait à la frontière de ces deux anciennes baronnies. |

Blason créé en 2002 par Loïc Bestion pour le dessin, Amélie Alaux et Benoît Kwietniak pour les recherches historiques.